# Тала (город, Бангладеш)
Тала (бенг. তালা, англ. Tala) — город на юго-западе Бангладеш, административный центр одноимённого подокруга. Площадь города равна 3,5 км². По данным переписи 2001 года, в городе проживало 4862 человека, из которых мужчины составляли 52,94 %, женщины — соответственно 47,06 %. Плотность населения равнялась 1389 чел. на 1 км². Уровень грамотности населения составлял 51,2 % (при среднем по Бангладеш показателе 43,1 %). 